# Divuitena esmena de la Constitució dels Estats Units
La Divuitena esmena (en anglès Eighteenth Amendment) de la Constitució dels Estats Units, juntament amb la llei Volstead, que va definir el concepte de "licor embriagador" als Estats Units, va establir la llei seca als Estats Units. Va ser ratificada el gener del 1919. Va ser reemplaçada per la Vint-i-unena esmena el 1933, i fou l'única instància en què una esmena ha estat anul·lada. La divuitena esmena també va ser única pel fet que va establir un temps de retard en la seva entrada en vigor després de la seva ratificació, a més de posar un termini per ser ratificada pels estats.

## Text
El text de la Divuitena esmena a la Constitució dels Estats Units diu així:
| « | (català) Secció 1. Un any després de la ratificació d'aquest article, quedarà prohibida per aquest la fabricació, venda o transport de licors embriagadors com a beguda dins dels Estats Units i de tots els territoris sotmesos a la seva jurisdicció, així com la seva importació a aquests o exportació. Secció 2. El Congrés i els estats han de tenir autoritat concurrent per a reforçar aquest article per mitjà d'una legislació apropiada. Secció 3. Aquest article quedarà sense efecte a menys que sigui ratificat com a esmena a la Constitució per les legislatures de la majoria dels diferents estats en la manera prevista per la Constitució i dins dels set anys següents a la data en què el Congrés el sotmeti als estats. | (anglès) Section 1. After one year from the ratification of this article the manufacture, sale, or transportation of intoxicating liquors within, the importation thereof into, or the exportation thereof from the United States and all territory subject to the jurisdiction thereof for beverage purposes is hereby prohibited. Section 2. The Congress and the several States shall have concurrent power to enforce this article by appropriate legislation. Section 3. This article shall be inoperative unless it shall have been ratified as an amendment to the Constitution by the legislatures of the several States, as provided in the Constitution, within seven years from the date of the submission hereof to the States by the Congress. | » |